# Heerlijkheid Sonnewalde
De heerlijkheid Sonnewalde in Brandenburg was tot 1945 in het bezit van de familie Solms-Sonnenwalde en bezat binnen het keurvorstendom Saksen bijzondere rechten.
De heerlijkheid Sonnewalde verschijnt in 1255 in de acten. Ze maakte deel uit van het markgraafschap Neder-Lausitz.
De oorsprong van de familie van Sonnewalde is onbekend. Zij zijn in 1307 voor het laatst traceerbaar. Omstreeks 1301 is er sprake van de burcht Sonnewalde. Vanaf omstreeks 1328 was de heerlijkheid in handen van de familie Ileburg. In 1399 kwam het aan de hoofdtak van deze familie van Eilenburg. In 1477 verkocht Bodo VIII van Ileburg slot en stadje aan de hertogen Ernst en Albrecht van Saksen.
Tot de heerlijkheid behoorden toen 19 dorpen. Sinds dat jaar was de heerlijkheid een leen van het markgraafschap Meißen en later van de Kurkreis. Sinds 1743 werd het nadrukkelijk tot de Kurkreis gerekend, hoewel het voor de belastinginnig tot de Neder-Lausitz bleef behoren.
In 1486 werd Hans van Minckwitz door hertog Albrecht met de heerlijkheid beleend en in 1537 kwam ze in het bezit van de graven van Solms.
Toen het Congres van Wenen in 1815 een groot deel van het koninkrijk Saksen aan het koninkrijk Pruisen toekende, kwam ook de heerlijkheid Sonnewalde bij Pruisen. Het ging deel uitmaken van de provincie Brandenburg.